# Edelzanger
De edelzanger (Crithagra leucopygia, synoniem: Serinus leucopygius) is een vinkensoort uit de familie Fringillidae.

## Kenmerken
De vogel heeft een lengte van 10-11 cm. Beide geslachten zijn gelijk van kleur. Ze hebben een bruingrijze kop en borst, terwijl de zijkanten lichter zijn. Rug, hals en vleugels zijn weer bruingrijs. De ogen zijn bruin, de snavel is metaalkleurig en de poten zijn grijs. Ze hebben een prachtige, melodieuze zang.

## Verspreiding en leefgebied
Deze soort telt 3 ondersoorten:
- C. l. riggenbachi: van Mauritanië, Senegal en Gambia tot westelijk Soedan en de Centraal-Afrikaanse Republiek.
- C. l. pallens: Niger.
- C. l. leucopygia: oostelijk Soedan, Eritrea, Ethiopië en noordwestelijk Oeganda.